# Кардаков, Иван Семёнович
Иван Семенович Кардаков (1856 — после 1918) — купец 2-й гильдии, предприниматель, основатель первого в Вятке универсального магазина.

## Биография
Иван Семенович Кардаков родился в купеческой семье в 1856 году в деревне Кардаковская. Среди его предков многие занимались предпринимательской и активной общественной деятельностью — там были и сельские старосты, и городские головы, и вятские купцы. Кому-то из них был присвоен статус потомственного почётного гражданина. Один из его предков, Иван Максимович Кардаков был сыном сельского старосты. Он родился в 1796 году и первым из семьи стал мещанином, со временем перейдя в купеческое сословие. Занимался хлебной торговлей и в 1840-х годах уже относился к купцам 2-й гильдии. Другой родственник, Кардаков Михаил Иванович, родившийся в 1819 году, был первым в роду потомственным почётным гражданином и стал купцом 1-й гильдии. Он осуществлял торговлю в Архангельском порту, занимался продажей льна, хлеба и кожи. Стал первым, кто построил в Котельниче кожевенный завод.
В 18 лет Иван Кардаков начал работать агентом отца, осуществлять закупку льняных товаров в деревнях и селах уезда. В возрасте 23 лет он уже был главой фирмы по скупке сырья в уезде. Переехав в Вятку, Иван Кардаков получил разрешение на торговлю золотыми и серебряными изделиями.
До 1888 года он осуществлял торговлю по свидетельству 2-й гильдии, оставаясь крестьянином Котельничского уезда, а в 1897 году он стал купцом 2-й гильдии. В 1914 году открыл Торговый дом «Иван Семенович Кардаков с сыновьями в Вятке» и открыл первый в Вятке универсальный «Модный игольно-галантерейный магазин». На тот момент возраст здания, в котором открыли магазин, уже составлял 35 лет.

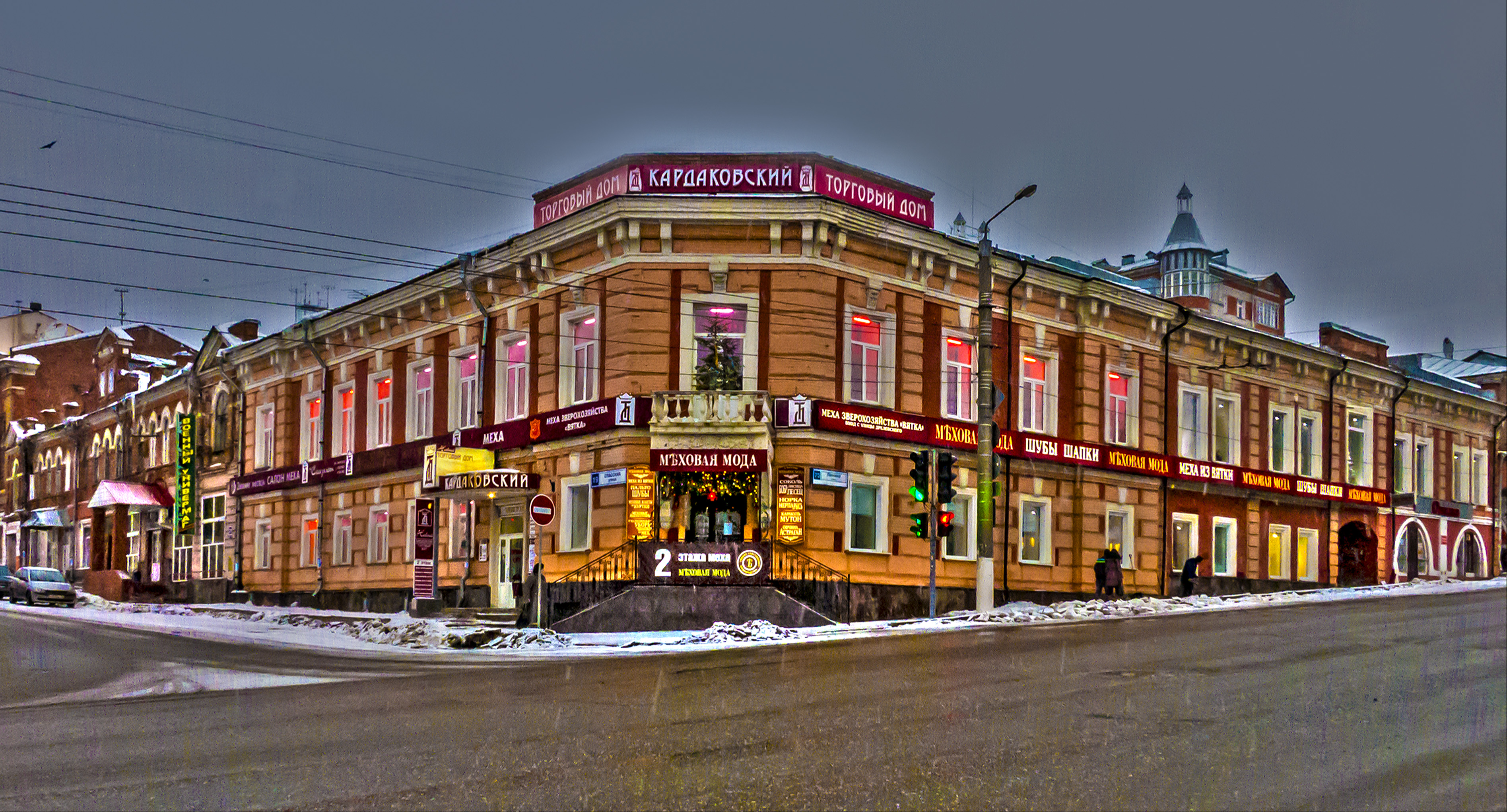
Первый универсальный магазин в Вятке

На первом этаже магазина этого магазина продавались иконы, нити, золотые изделия, церковная утварь. На верхнем этаже осуществлялась продажа музыкальных инструментов и парфюмерии. Среди ассортимента были и духи «Эдуард Пино», стоимость которых составила 20 рублей. Этот магазин был первым в городе, в котором появились граммофоны и патефоны. Также можно было купить ткани или готовое платье. Все цены были установлены изначально, и о стоимости не нужно было торговаться. Обычно в магазинах цена на товаре могла быть не указана, и продавец мог назвать любую, а торг требовал времени.
В магазине работало 25 человек с 8 утра до 7 вечера, на обед сотрудники ходили по очереди, чтобы магазин не останавливал свою работу.

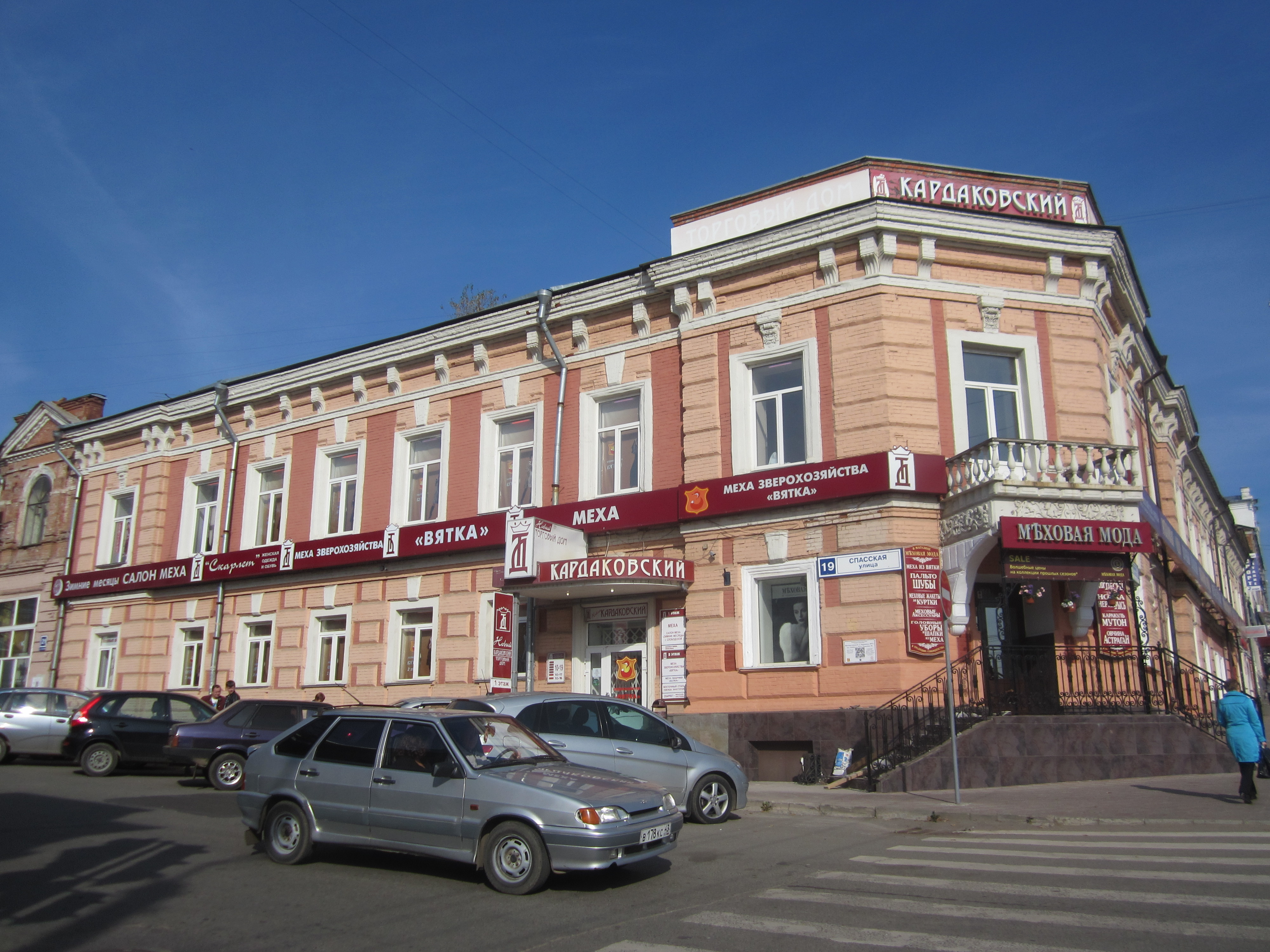
Современный вид магазина купца Кардакова

Жилой дом купцов Кардаковых сохранился в Вятке на углу улиц Московской и Свободы.
Супруга Ивана Семеновича — Людмила Алексеевна, окончила бухгалтерские курсы и помогала вести дела своему мужу. Торговый дом Кардаковых перестал существовать в феврале 1918 года, из-за того, что в начале декабря 1917 года с его крыши обстреляли демонстрацию рабочих.
В семье Ивана Семёновича и Людмилы Алексеевны было шестеро детей. Старшая дочь Вера стала первым главным врачом стоматологической поликлиники. Сын Николай переехал в Германию и стал выпускником Геттингенского университета по специальности энтомология. В 1956 году он был среди кандидатов на получение Нобелевской премии.
По одной из версий, Иван Кардаков погиб под Омском, вступив в войска Александра Колчака, по другой — умер в Челябинске, куда переехал с женой и дочерьми Ниной и Юлией.